# لوس ألاموس (نيومكسيكو)
لوس ألاموس (بالإنجليزية: Los Alamos)‏ هي إحدى مدن ولاية نيومكسيكو في الولايات المتحدة الأمريكية.

## التركيبة السكانية
حدّد مكتب تعداد الولايات المتحدة بيانات التركيبة السكانية للوس ألاموس في تعداد الولايات المتحدة. في ما يلي، التركيبة السكانية حسب تعدادي 2000 و2010.

### تعداد عام 2000
بلغ عدد سكان لوس ألاموس 11,909 نسمة بحسب تعداد عام 2000، وبلغ عدد الأسر 5,110 أسرة وعدد العائلات 3,371 عائلة مقيمة في المنطقة السكنية. في حين سجلت الكثافة السكانية 413.5 نسمة لكل كيلومتر مربع (1,071.0/ميل2). وبلغ عدد الوحدات السكنية 5,463 وحدة بمتوسط كثافة قدره 189.7 لكل كيلومتر مربع (491.3/ميل2).
وتوزع التركيب العرقي للمنطقة السكنية بنسبة 89.13% من البيض و0.44% من الأمريكيين الأفارقة و0.56% من الأمريكيين الأصليين و4.47% من الأمريكيين ذوي الأصول الآسيوية و0.04% من سكان جزر المحيط الهادئ و3.01% من الأعراق الأخرى و2.35% من عرقين مختلطين أو أكثر و12.21% من الهسبانيون أو اللاتينيون من أي عرق.
بلغ عدد الأسر 5,110 أسرة كانت نسبة 32.3% منها لديها أطفال تحت سن الثامنة عشر تعيش معهم، وبلغت نسبة الأزواج القاطنين مع بعضهم البعض 56.4% من أصل المجموع الكلي للأسر، ونسبة 6.5% من الأسر كان لديها معيلات من الإناث دون وجود شريك،  بينما كانت نسبة 3% من الأسر لديها معيلون من الذكور دون وجود شريكة وكانت نسبة 34% من غير العائلات. تألفت نسبة 29.8% من أصل جميع الأسر من عدة أفراد يعيشون في نفس المنزل ونسبة 7.6% كانت تتألف من شخص يعيش بمفرده يبلغ من العمر 65 عاماً أو أكثر. وبلغ متوسط حجم الأسرة المعيشية 2.31، أما متوسط حجم العائلات فبلغ 2.89.
بلغ العمر الوسطي للسكان 40.2 عاماً. وكانت نسبة 24.8% من القاطنين تحت سن الثامنة عشر، وكانت نسبة 4.7% بين الثامنة عشر والرابعة والعشرين عاماً، ونسبة 29.2% كانت واقعةً في الفئة العمرية ما بين الخامسة والعشرين والرابعة والأربعين عاماً، ونسبة 28.2% كانت ما بين الخامسة والأربعين والرابعة والستين، ونسبة 12.4% كانت ضمن فئة الخامسة والستين عاماً فما فوق. يوجد لكل 100 أنثى 101.8 ذكر، ويوجد لكل 100 أنثى في الثامنة عشر من عمرها فما فوق 100.6 ذكر.
بلغ متوسط دخل الأسرة في المنطقة السكنية 71,536 دولارًا، أما متوسط دخل العائلة فبلغ 86,876 دولارًا. وكان متوسط دخل الذكور 65,638 دولارًا مقابل 39,352 دولارًا للإناث. وسجل دخل الفرد الخاص بالمنطقة السكنية 34,240 دولارًا. وكانت نسبة 2.4% من العائلات ونسبة 3.6% من السكان تحت خط الفقر، وكان من هؤلاء نسبة 3.5% تحت سن الثامنة عشر ونسبة 5.3% في الخامسة والستين من العمر وما فوق.

### تعداد عام 2010
بلغ عدد سكان لوس ألاموس 12,019 نسمة بحسب تعداد عام 2010، وبلغ عدد الأسر 5,289 أسرة وعدد العائلات 3,367 عائلة مقيمة في المنطقة السكنية. في حين سجلت الكثافة السكانية 417.3 نسمة لكل كيلومتر مربع (1,080.8/ميل2). وبلغ عدد الوحدات السكنية 5,863 وحدة بمتوسط كثافة قدره 203.6 لكل كيلومتر مربع (527.3/ميل2).
وتوزع التركيب العرقي للمنطقة السكنية بنسبة 85.91% من البيض و0.62% من الأمريكيين الأفارقة و0.85% من الأمريكيين الأصليين و7.17% من الأمريكيين ذوي الأصول الآسيوية و0.07% من سكان جزر المحيط الهادئ و2.52% من الأعراق الأخرى و2.85% من عرقين مختلطين أو أكثر و14.62% من الهسبانيون أو اللاتينيون من أي عرق.
بلغ عدد الأسر 5,289 أسرة كانت نسبة 30.5% منها لديها أطفال تحت سن الثامنة عشر تعيش معهم، وبلغت نسبة الأزواج القاطنين مع بعضهم البعض 53.4% من أصل المجموع الكلي للأسر، ونسبة 6.9% من الأسر كان لديها معيلات من الإناث دون وجود شريك،  بينما كانت نسبة 3.4% من الأسر لديها معيلون من الذكور دون وجود شريكة وكانت نسبة 36.3% من غير العائلات. تألفت نسبة 32.2% من أصل جميع الأسر من عدة أفراد يعيشون في نفس المنزل ونسبة 9.4% كانت تتألف من شخص يعيش بمفرده يبلغ من العمر 65 عاماً أو أكثر. وبلغ متوسط حجم الأسرة المعيشية 2.25، أما متوسط حجم العائلات فبلغ 2.86.
بلغ العمر الوسطي للسكان 43.2 عاماً. وكانت نسبة 23.7% من القاطنين تحت سن الثامنة عشر، وكانت نسبة 4.5% بين الثامنة عشر والرابعة والعشرين عاماً، ونسبة 24.3% كانت واقعةً في الفئة العمرية ما بين الخامسة والعشرين والرابعة والأربعين عاماً، ونسبة 33.4% كانت ما بين الخامسة والأربعين والرابعة والستين، ونسبة 14% كانت ضمن فئة الخامسة والستين عاماً فما فوق. وتوزع التركيب الجنسي للسكان بنسبة 50.3% ذكور و49.7% إناث.

## توأمة
للوس ألاموس (نيومكسيكو) اتفاقيات توأمة مع:
- ساروف

## أعلام
- كارول كادي
- ستيفن والت
- أليكس كيرك
- ماثيو فورمان
- درو جودارد